# Сухие Плоты
Сухие Плоты — деревня в Воловском районе Тульской области России.
В рамках административно-территориального устройства является центром Сухоплотовского сельского округа Воловского района, в рамках организации местного самоуправления включается в Турдейское сельское поселение.

## География
Расположена на реке Сухая Плота, на федеральной автотрассе М4 «Дон», в 16 км к юго-востоку от районного центра, посёлка городского типа Волово, и в 90 км к юго-востоку от областного центра, г. Тулы.

## Население
| 2002 | 2010 |
| ---- | ---- |
| 322  | ↘253 |